# Амитабха
Амита́бха или Амита́ Будда (санскр. अमिताभ, IAST: Amitābha, «безграничный свет») — один из Будд Махаяны, особенно почитается в буддийской школе «Чистой земли» (амидаизм). Символизирует западное направление, где находится чистая страна Сукхавати.
Считается, что он обладает множеством достойных качеств: поясняет универсальный закон бытия (Дхарму) в Западном раю и принимает под своё покровительство всех, искренне взывавших к нему, вне зависимости от их происхождения, положения или добродетелей. Догмат о милости Амитабхи к воззвавшим к нему является краеугольным камнем амидаизма.
В китайской традиции «Амита Будда» известен под именем «Эмито Фо» («Амито-Фо») (кит. трад. 阿彌陀佛, упр. 阿弥陀佛, пиньинь Ēmítuó Fó), в японской — Амида Нёрай (яп. 阿弥陀如来), во вьетнамской — «Азида Фат» (вьет. A Di Ðà Phât или вьет. A-di-đà Phật), в тибетской — «Опаме», в бурят-монгольской — «Абида-бурхан», "Аюуш бурхан".
Амитабха является, вероятно, самым известным и популярным из Пяти Будд Мудрости в буддизме Ваджраяны, происходящих от первоначального Ади-будды, эти пять будд соответствуют пяти осознаваемым аспектам реальности и пяти скандхам. Будда Амитабха соответствует скандхе санджня (представление).

## Учение
Сутра Амитаюса гласит, что Амитабха был когда-то царём, который, познакомившись с буддийским учением, отрёкся от трона, стал монахом, взяв себе имя «Дхармакара» (санскр. धर्मकार, IAST: Dharmakāra, «свершающий Дхарму» (яп. 法藏菩薩 хо:дзо:босацу). Он решил стать Буддой, и обрести во владение Чистую страну или Землю бесконечной радости, в которой все, кто воззвал к его имени, смогут возродиться в будущей жизни. Ввиду этого Амитабха дал свои Сорок восемь обетов, в восемнадцатом и девятнадцатом из которых он обещал не достигать высочайшего просветления до тех пор, пока не поможет всем разумным существам в своём Западном раю, «Земле высшего блаженства» (Сукхавати, санскр. सुखवती, IAST: Sukhāvatī, «Земле счастья», по-японски именуемой дзёдо (яп. 浄土) или гокураку (яп. 極楽). Обеты Амитабхи и основные принципы доктрины амидаизма изложены в «Амитабха-сутре» и в «Сутре бесконечной жизни».

## Амитабха в религиозном искусстве
Иконография Амитабхи почти не отличается от иконографии Будды Шакьямуни, так как оба они изображаются с одинаковыми атрибутами «достигшего Пробуждения» и не имеют каких-либо отличительных черт. Однако, Амитабха традиционно изображается с дхьяни-мудрой (мудрой медитации, как на статуе Большого Будды в Камакуре) или с витарка-мудрой, и только Шакьямуни присуща мудра прикосновения к земле (бхумиспарша-мудра).
Также в иконографии Амитабхе обычно сопутствуют его помощники — бодхисаттвы Авалокитешвара (справа) и Махастхамапрапта (слева).
Изображают Амитабху обычно в красной гамме цветов — в тибетском буддизме красный цвет олицетворяет любовь, сострадание и эмоциональную энергию. Из сторон света Амитабхе «принадлежит» запад, в связи с чем он символизирует закатное солнце. Он олицетворяет высшую мощь природы, излитую на землю, доступную всем разумным существам. Уникальным атрибутом и символом Амитабхи является лотос, олицетворяющий чистоту, открытость и мягкость.

## Мантры
Тибетская мантра, молитвенное воззвание к Амитабхе звучит как ряд санскритских слогов «Ом ами дэва хри». Различные мантры поминовения Амитабхи часто используются в амидаистских школах, особенно знаменитая «Внимание Свету» (кит. няньфо, яп. нэмбуцу, вьетн. ньемфат), чтение которой состоит в повторении имени Амитабхи.
Приверженцы китайских и тайваньских амидаистских школ, как члены сангхи, так и миряне, зачастую приветствуют друг друга именем Амитабхи.
В Японии и Корее имя Амитабхи традиционно упоминается при молитве об усопших или поминовении. В тибетском буддизме также существуют практики, направленные на перенесение сознания умершего в рай Амитабхи — Сукхавати.

## История
Археологические исследования позволяют предположить, что культ Амитабхи, вероятно, получил развитие на протяжении I и II веков н. э. Некоторые ученые выводят связь культа Амитабхи с иранским культом Митры.
Первые известные свидетельства об Амитабхе восходят к II веку н. э. — это надпись на основании изваяния, найденного в Говиндо-Нагаре, хранящегося в музее Матхура. Скульптура, посвящённая Амитабхе купеческой семьёй, датируется «28-м годом правления Хувишки», что относится ко второй половине II века, периоду Кушанской империи.
Первая сутра, в которой упоминается Амитабха — китайский перевод Пратьютпанна-сутры, сделанный кушанским монахом Локаксемой около 180 года. Считается, что этот монах стоял у истоков Буддизма Чистой Земли в Китае.
Традицию почитания Западного рая в Китае можно проследить до периода Шести Династий (317—589 годы).

### Япония
В Японии поклонение Амиде достигает благоволения правящего двора в Хэйанский период (794—1192 годы), в особенности в виду распространения веры в приход эпохи «Умирания Учения».
С началом периода Камакура, культ будды Амиды перестал быть прерогативой узкого класса придворных и начал получать всё большую поддержку широких масс в связи с популяризацией амидаизма среди неграмотных обывателей. Школы Буддизма Чистой Земли озаботились идеей спасения обычного, рядового члена общества и подчеркивали превосходство простой и чистой веры над замысловатыми доктринами. Духовный наставник Хонэн Сёнин и его ученик Синран учили, что каждый может обрести спасение через искреннее повторение мантры «Наму Амида Буцу» («Почтение будде Амитабхе!»).

### Тибет
В начале XIV века глава школы карма-кагью Кармапа III Рангджунг Дордже дал своему ученику Кедрупу Драгпе Сенге титул «Шамарпа» и объявил его проявлением ума Амитабхи, положив тем самым начало линии перерождений (тулку), существующую по сей день. В начале XVII века монгол Далай-лама IV даровал титул «Панчен-лама» своему учителю Лобсану Чогьялу, ламе из монастыря Ташилунпо, также объявив его воплощением Амитабхи. Лобсан Чогьял был сочтён четвёртым в линии перерождений Панчен-лам; первым же был назван монах школы сакья Кедруб Дже, поступивший в ученики к Цонкапе и ставший одним из первооснователей школы гелуг.